# سلیمان سیسوکو
سلیمان سیسوکو (فرانسوی: Souleymane Cissokho‎؛ زادهٔ ۴ ژوئیهٔ ۱۹۹۱) بوکسور اهل فرانسه است.
وی در مسابقات کشوری و بین‌المللی در مجموع برندهٔ ۱ مدال برنز شده‌است.